# Billappavanagenahalli, Chik Ballapur
Billappavanagenahalli là một làng thuộc tehsil Chik Ballapur, huyện Kolar, bang Karnataka, Ấn Độ.